# Anita Lutowiecka-Wranicz
Anita Lutowiecka-Wranicz z domu Penner (ur. 1933, zm. 22 września 1991) – polska profesor nauk medycznych, specjalistka dermatologii.

## Życiorys
Była córką profesora medycyny Jerzego Lutowieckiego (1896–1976). Przed II wojną światową mieszkała z rodzicami we Lwowie. W 1941, gdy Niemcy zajęli Lwów i rozpoczęli prześladowanie Żydów, matka Anity przedostała się z córką do Warszawy (ojciec był internowany w Rumunii). Podczas okupacji, z powodu żydowskiego pochodzenia, Anita Penner od jesieni 1942 przez blisko dwa lata ukrywała się w mieszkaniu Alfreda Lubomira i Wandy Rachalskich przy ul. Górczewskiej 12/22. Po wybuchu powstania warszawskiego, 8 sierpnia 1944 Anita Penner wraz z Wandą Rachalską i drugą ukrywaną Żydówką, 11-letnią Simą Najberg, trafiły do obozu przejściowego w Pruszkowie, skąd po kilku dniach uciekły. Udało im się dotrzeć do zaprzyjaźnionej rodziny Marty i Haliny Orłowskich w Milanówku.
Sima pozostała w Milanówku do 1946, po czym wyjechała do Ramat Gan w Izraelu. Rachalscy z Anitą po kilku tygodniach przenieśli się do wsi Mogiły. Na przełomie listopada i grudnia 1944 odnalazła ich matka Anity, która odebrała córkę. Matka Anity zginęła w wyniku działań wojennych.
W 1991, staraniem Anity Lutowieckiej-Wranicz, Wanda Rachalska otrzymała od Instytutu Jad Waszem medal Sprawiedliwej wśród Narodów Świata.
Anita Penner (po wojnie Lutowiecka-Wranicz) została profesor medycyny na Akademii Medycznej w Łodzi. Od 1 grudnia 1989 do śmierci kierowała obecną Klinika Dermatologii i Wenerologii.
Była żoną dr. med. Tadeusza Wranicza (zm. 2008). 26 lutego 1958 urodził się ich syn Jerzy Krzysztof, doktor nauk medycznych.
Pochowana na cmentarzu komunalnym Doły w Łodzi (kwatera XXXI-10-12).